# Ícone da Jornada Mundial da Juventude

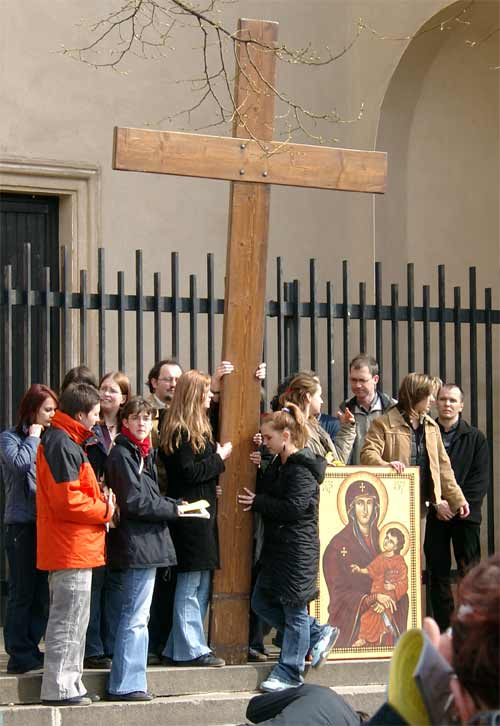
Ícone de Nossa Senhora ao lado da Cruz Peregrina na Alemanha, em 2004.

O Ícone da Jornada Mundial da Juventude, também chamado ícone de Nossa Senhora ou ícone de Maria, é, junto da Cruz Peregrina e do Hino, o maior símbolo da Jornada Mundial da Juventude. Trata-se de uma espécie de andor que tem o ícone Salus Populi Romani, uma imagem de Maria segurando o Menino Jesus. Apesar de a cruz ser tradição desde a primeira edição do evento, realizada em 1985, o ícone foi incorporado aos símbolos da JMJ após vários anos do início das realizações do evento. O papa João Paulo II o apresentou ao público após a JMJ de 2002 em Toronto, no Canadá.
| “ | Hoje eu confio a vocês o ícone de Maria. De agora em diante, ele vai acompanhar as Jornadas Mundiais da Juventude, junto com a cruz. Contemplem a sua Mãe! Ele será um sinal da presença materna de Maria próxima aos jovens que são chamados, como o apóstolo João, a acolhê-la em suas vidas." | ” |

## Fonte
- Portal oficial da JMJ Rio 2013, acesso em 30 dez. 2013